# Davide Di Gennaro
Davide Di Gennaro est un footballeur italien né le 16 juin 1988 à Milan. Ce gaucher évolue au poste de milieu de terrain ou attaquant à la Juve Stabia, où il est prêté par la Lazio. 

## Biographie
Très bon techniquement, il peut également évoluer en attaque ou en soutien. Rapide, vif, bonne vision du jeu, véritable star de la Primavera du Milan AC lors de la saison 2006-2007.
Il débute en Serie A lors d'un match contre l'Udinese le 19 mai 2007 que le Milan AC perd 3-2. Il remplace Alessandro Costacurta.
Il fut prêté à Bologne FC le 27 juin 2007 pour avoir du temps de jeu et progresser. 
Il reçut sa première convocation avec la sélection italienne des moins de 20 ans le 29 août 2007.
Le 17 novembre, après avoir signé deux buts consécutifs en Serie B, Di Gennaro a été convoqué avec l'Italie espoirs pour le match Iles Féroé-Italie pour les qualifications à l'Euro espoirs de 2009.
Pour que le Milan AC récupère Marco Borriello, la moitié du contrat de Di Gennaro a été cédé. Il est donc en copropriété avec le Genoa mais il est intelligemment prêté par le Genoa à la Reggina.
Il inscrit son premier but en Serie A le 7 février 2009 contre son club formateur, le Milan AC. Le match s'est soldé sur un score de 1-1. En janvier 2010, il est prêté jusqu'à la fin de la saison à Livourne.
En août 2012, il signe en faveur de Spezia.